# کوزارمیشلنی
کوزارمیشلنی (به مجاری:  Kozármisleny) یک منطقهٔ مسکونی در مجارستان است که در ناحیه پچ واقع شده‌است. کوزارمیشلنی ۱۴٫۴۵ کیلومتر مربع مساحت و ۵٬۸۰۲ نفر جمعیت دارد.

## خواهرخوانده
شهر ستزه خواهرخواندهٔ کوزارمیشلنی هست.